# ボンデージ・スーツ

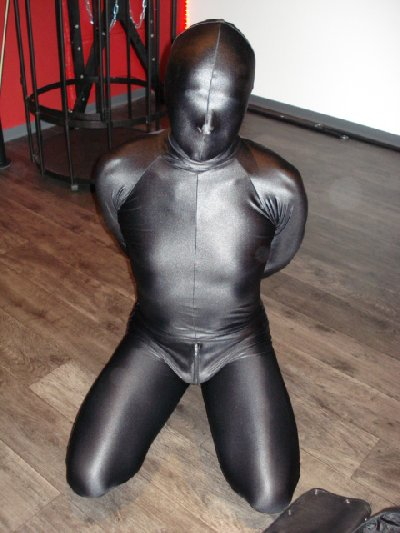
ボンデージ・スーツの一例。

ボンデージ・スーツ（Bondage suit、あるいは一般にギンプ・スーツとも Gimp suit）は、全身を手や足も含めて完全に覆い、肌に密着するようデザインされた衣服のこと。しばしばボンデージ（緊縛）のための金具もついている。

## 概要
ボンデージ・スーツが用いられるのはBDSMの場で、着用者を「モノ」（あるいは不具者）とみなし、性具という立場に追いやるためである。大抵の場合は、頭部も被せられるようになっており、そうでない場合はボンデージ・フードが被せられる。ボンデージ・スーツの素材は様々あり、なめし革やポリ塩化ビニル、生ゴム、ポリウレタンやドュレックス、ダーレックスなどが最もポピュラーである。なめし革は（伸びにくいものでも）他の素材に比べて密着性が低い。ファスナーの位置によってはボ胸部や生殖器は覆われたままである(その上で愛撫を行う）。また、場合によっては類似した衣服であるジャンプスーツ、ユニタード、全身タイツよりも見栄えが良い。典型的なボンデージ・スーツは黒く、また非常に裂けにくい上に大抵は革帯で補強されている為、ほとんど伸びる余地がない。内側には、更に締め付けるための金属製のリングやベルト、バックル、モールなどが備えられていることが多く、ロープやチェーンなどでも着用者は束縛されている。これらは、着用者を天板に吊り上げて締め上げる為に用いる。
映画『パルプ・フィクション』においては、ボンデージ・スーツを着せられた性奴隷のGimp(ギンプ)という男性が登場した。この作品がきっかけでボンデージ・スーツを着た人物やBDSMにおけるマゾの男性をギンプと呼ぶスラングが北米で誕生し、映画『壁の中に誰かがいる』や、ゲーム『Grand Theft Auto: San Andreas』や「Postal 2」にもそれを意識した言葉や人物などが登場する。